# Venserpolder
Venserpolder è un quartiere nello stadsdeel di Amsterdam-Zuidoost, nella città di Amsterdam.
Venserpolder è prevalentemente una zona residenziale costruita negli anni '80. Nel XVII secolo la zona su cui oggi sorge Venserpolder era una zona paludosa, poi prosciugata per essere abitata e adibita all'allevamento bovino.